# David Albahari
David Albahari (srbsky Давид Албахари; 15. března 1948 Peć – 30. července 2023, Bělehrad) byl srbsko-kanadský spisovatel, člen Srbské akademie věd a umění. Psal především romány a povídky.
Narodil se v Kosovu, v rodině sefardského Žida. Vystudoval filologii na Bělehradské univerzitě.
První sbírku povídek Porodično vreme (Rodinný čas) vydal v roce 1973. V roce 1991 se stal předsedou Federace židovských obcí Jugoslávie a pracoval na evakuaci židovského obyvatelstva z obleženého Sarajeva. V roce 1994 se s rodinou přestěhoval do Calgary v kanadské provincii Alberta. I po odchodu do Kanady psal srbsky. Na konci 80. let, ještě za komunistického režimu, inicioval první petici za legalizaci marihuany v Jugoslávii. Roku 1996 dostal cenu NIN za nejlepší srbský román, za knihu Mamac (Návnada). V roce 2005 byl hostem Festivalu spisovatelů Praha.
Jeho oficiální stránky jeho tvorbu charakterizovaly slovy: „V povídkách se proplétá reálné a fantaskní, mytické i lyrické, příznačná je obsese smrti a umírání, rozkrývání rodinných vztahů, pocity městské osamělosti a v neposlední řadě i z autorova původu vyplývající židovské motivy a odkazy.“ Byl též překladatelem z angličtiny, řečtiny, polštiny, maďarštiny, ruštiny a italštiny.